# Hof van Slijpe
De Hof van Slijpe is een aanzienlijk huis (hof, hôtel of stadspaleis) in het centrum van de Nederlandse stad Maastricht. Het huis is genoemd naar de regentenfamilie Van Slijpe, die het pand ruim een eeuw bewoonde. Het monumentale gebouw is sinds 2002 in gebruik bij de Universiteit Maastricht (UM).

## Ligging
De Hof van Slijpe ligt aan de Bouillonstraat, precies op de grens van de centrumbuurten Binnenstad en Kommelkwartier. De Bouillonstraat is een historische straat in het oudste deel van Maastricht, binnen de eerste middeleeuwse stadsomsluiting uit het tweede kwart van de 13e eeuw. Een restant van deze muur bevindt zich op het parkeerterrein achter het gebouw, aan de Minderbroedersberg. Vlakbij lag de Lenculenpoort, de zuidwestelijke stadspoort van Maastricht in de 13e en 14e eeuw. De Bouillonstraat is altijd een rustige straat geweest met overheidsgebouwen en woonhuizen van militairen en magistraten. Tegenwoordig is de straat onderdeel van de studentenwijk van Maastricht. Tegenover de Hof van Slijpe ligt het Oud Gouvernement, een groot universiteitsgebouw. Om de hoek, aan de Minderbroedersberg, ligt het voormalige Tweede Minderbroedersklooster, de bestuurszetel van de UM. Ook in de nabijgelegen straten Sint Servaasklooster en Tongersestraat liggen meerdere UM-gebouwen.

## Geschiedenis
De Hof van Slijpe ontstond eind 17e eeuw door samenvoeging van twee panden die aan een open plaats grensden: het huis van de koopman Jan Neven en dat van kapitein Antoine de Pomprije. Eerstgenoemd huis werd voor het eerst genoemd in 1529, toen het bewoond werd door Gijs Neven. Achter het huis lag de eerste middeleeuwse stadsmuur, die vanaf het midden van de 14e eeuw nog slechts de functie van secundaire verdedigingslinie had, maar wel nog moest worden onderhouden. De strook grond langs de buitenzijde van de wal, ter plaatse aangeduid als Boichgraeve, werd al sinds 1420 gebruikt als oefenterrein voor de handboogschutters, later ook van de voetboogschutters. Het andere huis was in 1627 overgegaan van Arnold de Lamorgelle naar Antoine de Pomprije, beiden officieren in Spaanse dienst.
Toen de Spanjaarden in 1632 moesten vertrekken, is het huis waarschijnlijk geconfisqueerd door de Staatse bezetting. Volgens sommige bronnen zou Frederik Maurits de La Tour d'Auvergne, hertog van Bouillon en van 1632-41 militair gouverneur van Maastricht, hier gewoond hebben; anderen spreken dit tegen. Beide huizen werden in 1684 gekocht door Isaac Slijp(e), lid van de Friese, protestantse en later adellijke familie Van Slijpe, die van 1658-85 luitenant-stadhouder van het land van Valkenburg was. Samen met zijn broer Abraham, die griffier van het land van 's-Hertogenrade was, verwierf hij in 1666 het burgerschap van Maastricht. Isaac Slijpe liet de twee huizen verbouwen en met elkaar verbinden, zodat een riant stadspaleisje ontstond met een statige gevel aan de Bouillonstraat. Het huis lag op goede stand: links ervan lag 'De Biljoen', rechts de 'Poort van Eynenberg'. Om de hoek, aan het Sint Servaasklooster, lagen binnen de claustrale singel van het Sint-Servaaskapittel rijke kanunnikenhuizen.

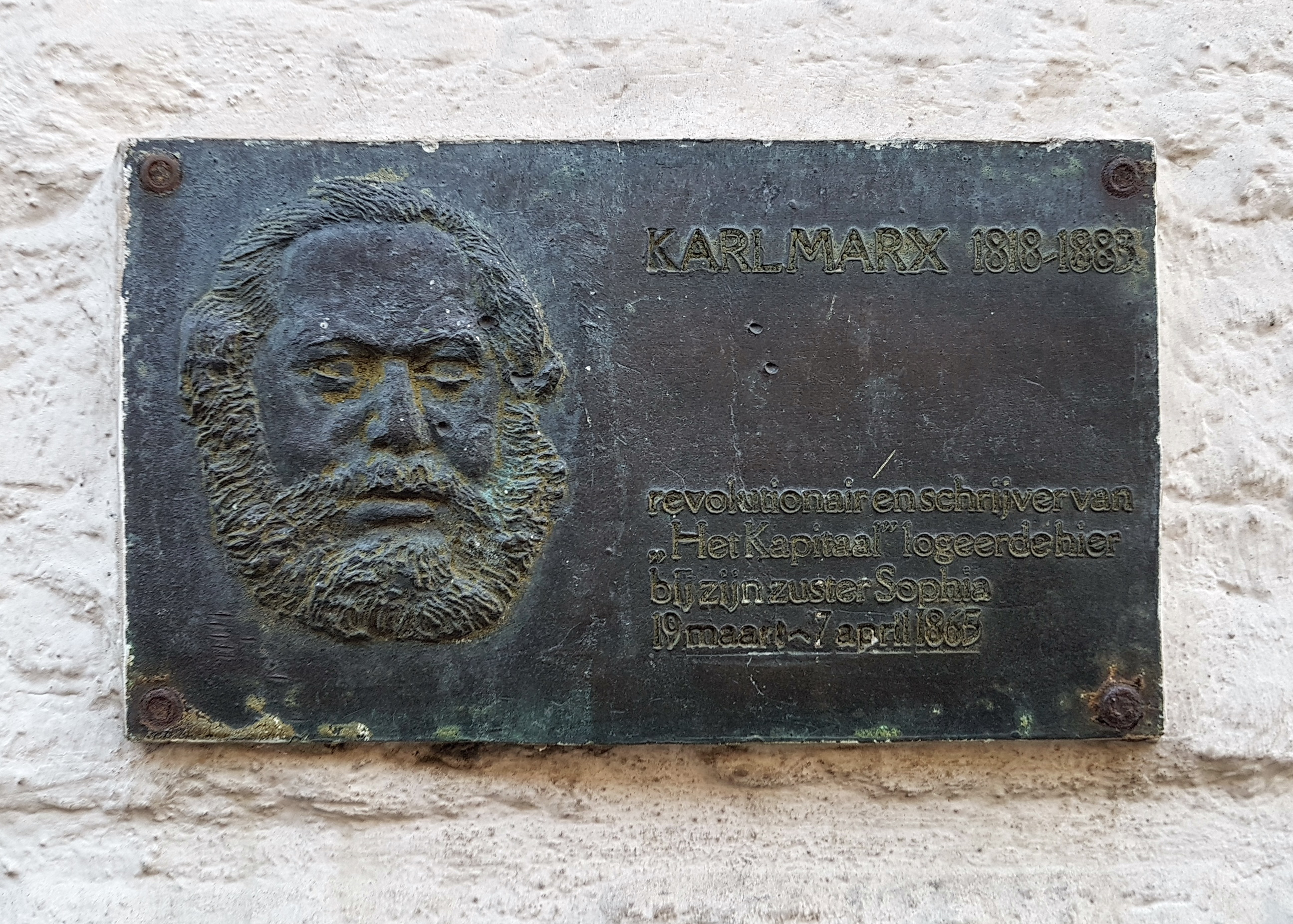
'Vergissingsplaquette' Karl Marx

De oudste zoon van Isaac Slijpe, Adriaan Hendrik, erfde het bezit in 1689. Hij wist via een rechtszaak een naastgelegen perceel te verwerven, waarop een stuk vervallen stadsmuur en een muurtoren stonden. Na afbraak kon hij het familiebezit uitbreiden tot de Minderbroedersberg. Gedurende de gehele 18e eeuw bleef het huis in bezit van de familie Van Slijpe. In 1802 werd het geveild en kwam achtereenvolgens in bezit van de commissionair Willem Haachtman, de belastinginspecteur Jacob Schmalhausen en diens zoon, de advocaat Willem Robert Schmalhausen. Deze laatste was getrouwd met Sophia Marx, de zus van Karl Marx. De beroemde filosoof en grondlegger van het marxisme bezocht zijn Maastrichtse familie minstens tweemaal, in 1865 en 1875, maar Sophia woonde toen al niet meer in de Hof van Slijpe. De herinneringsplaquette aan de gevel die hier in 1983 werd aangebracht, hoort eigenlijk op Markt 1.
De panden Bouillonstraat 8 en 10 werden in de 19e en 20e eeuw veelal gescheiden bewoond door een aantal families. In 1916 was op nr. 10 de muziekschool van de zangeres Jenny Goovaerts gevestigd. Enkele jaren later fuseerde deze met de Stedelijke Muziekschool, waaruit in 1956 het Conservatorium Maastricht voortkwam. In 1953 werd de gehele Hof van Slijpe aangekocht door de Provincie Limburg, die er de planologische dienst in onderbracht. De provincie, die in het tegenoverliggende Gouvernementsgebouw was gevestigd, verwierf wegens plaatsgebrek meerdere gebouwen in de buurt, zoals ook de Dragonderwacht.

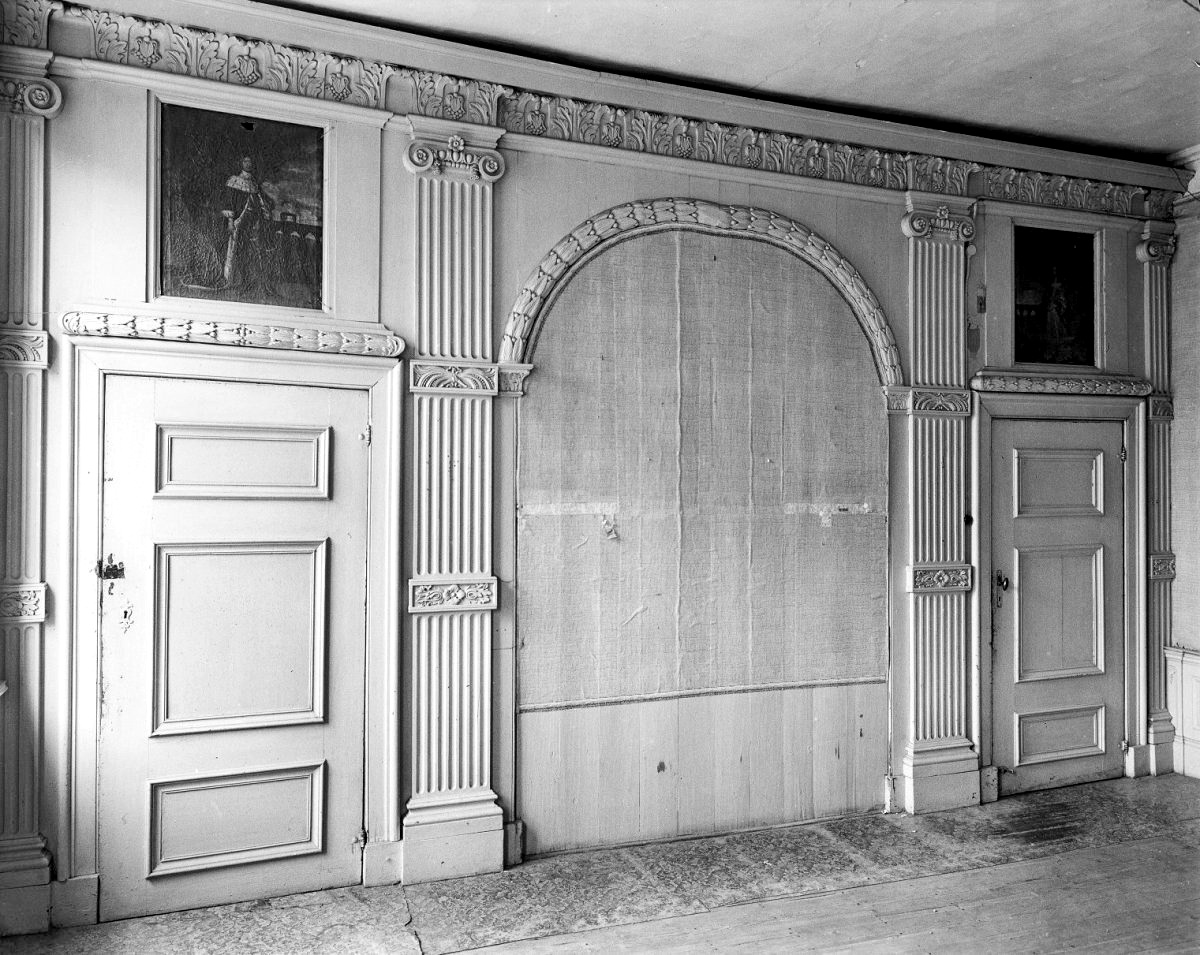
Interieurfoto uit 1958 met de later verdwenen portretten van Frederik Willem I van Brandenburg en Louise Henriëtte van Nassau als supraportes

De Hof van Slijpe werd in deze tijd grondig gerestaureerd door architect Jean Huysmans. Daarbij zouden van achter het behang enkele 18e-eeuwse portretschilderingen tevoorschijn zijn gekomen. Deze zijn waarschijnlijk omstreeks 1750 in opdracht van gouverneur Hobbe Esaias van Aylva geschilderd door Johann Valentin Tischbein, die ook de gouverneursportretten voor het Gouvernementspaleis schilderde. Twee van deze schilderingen waren verkleinde kopieën van een 17e-eeuws dubbelportret van keurvorst Frederik Willem I van Brandenburg en diens echtgenote Louise Henriëtte van Nassau. Ze waren als supraportes boven een tweetal deuren op de eerste etage van de Hof van Slijpe bevestigd, waar ze echter qua afmetingen duidelijk niet pasten (zie foto hiernaast). In dezelfde kamer bevindt zich een schoorsteenstuk dat volgens Van Nispen tot Sevenaer vermoedelijk Frederik Hendrik voorstelt. Verder zouden er portretten van stadhouder Willem IV van Oranje-Nassau, zijn vrouw Anna van Hannover en hun twee kinderen Carolina en Willem zijn geweest. De portretten waren na de komst van de Fransen in 1794 door Petrus van Slijpe uit het gouvernementspaleis gered en veiliggesteld in zijn huis aan de overkant van de straat. Na hun 'herontdekking' werden de schilderijen in 1975 uit de Hof van Slijpe gestolen.
In 1986 vertrok de provinciale planologische dienst naar het nieuwe Gouvernement aan de Maas en kwam de Hof van Slijpe leeg te staan. In 2002 vestigde het net opgerichte University College Maastricht van de UM zich hier, in afwachting van definitieve huisvesting in het Nieuwenhofklooster, dat gerestaureerd werd. Na de verhuizing van het University College werd het gebouw gerestaureerd en aangepast aan de onderwijsfunctie en werd het Department of Data Science and Knowledge Engineering de nieuwe gebruiker.

## Beschrijving

### Exterieur
De Hof van Slijpe heeft een min of meer trapeziumvormige plattegrond met een driedelig bouwblok parallel aan de straat en achter het middendeel een forse dwarsvleugel bestaande uit twee bouwvolumes. Het gebouw dateert grotendeels uit de 17e eeuw, wat vooral aan de achterkant goed te zien is. De hardstenen kruiskozijnen en kloostervensters en ook de verspringende hoekblokken zijn typerend voor de Maaslandse renaissancestijl. De voorgevel aan de Bouillonstraat werd in het derde kwart van de 18e eeuw gewijzigd. Deze gevel is bijna 30 m breed met een smal middendeel tussen twee lage zijvleugels. Het rechterdeel van de rechtervleugel vertoont een kleine knik, vanwege de bocht in de straat. De eenheid van de gesausde, bakstenen gevel wordt gewaarborgd door regelmatig geplaatste vensters met vensteromlijstingen, een hardstenen plint en een Dorisch fries met trigliefen. De zijvleugels hebben elk drie dakkapellen, waarvan de middelste een stenen omlijsting met voluten en een fronton heeft. De hoofdingang bevindt zich in de linkervleugel tussen twee Ionische pilasters. Hier was ooit een koetspoort, maar deze is vervangen door een ingangpartij in Lodewijk XV-stijl.

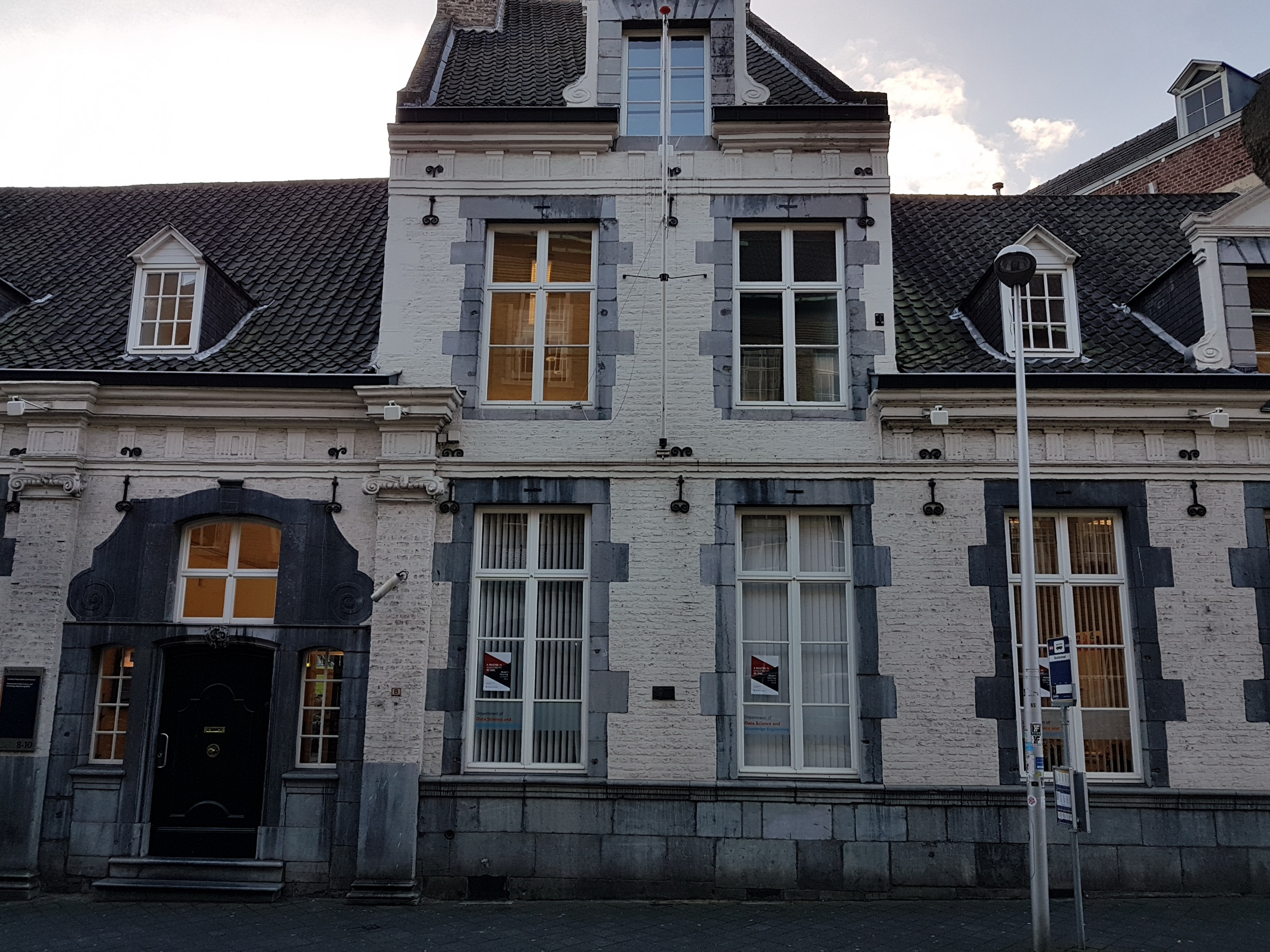
Middendeel voorgevel
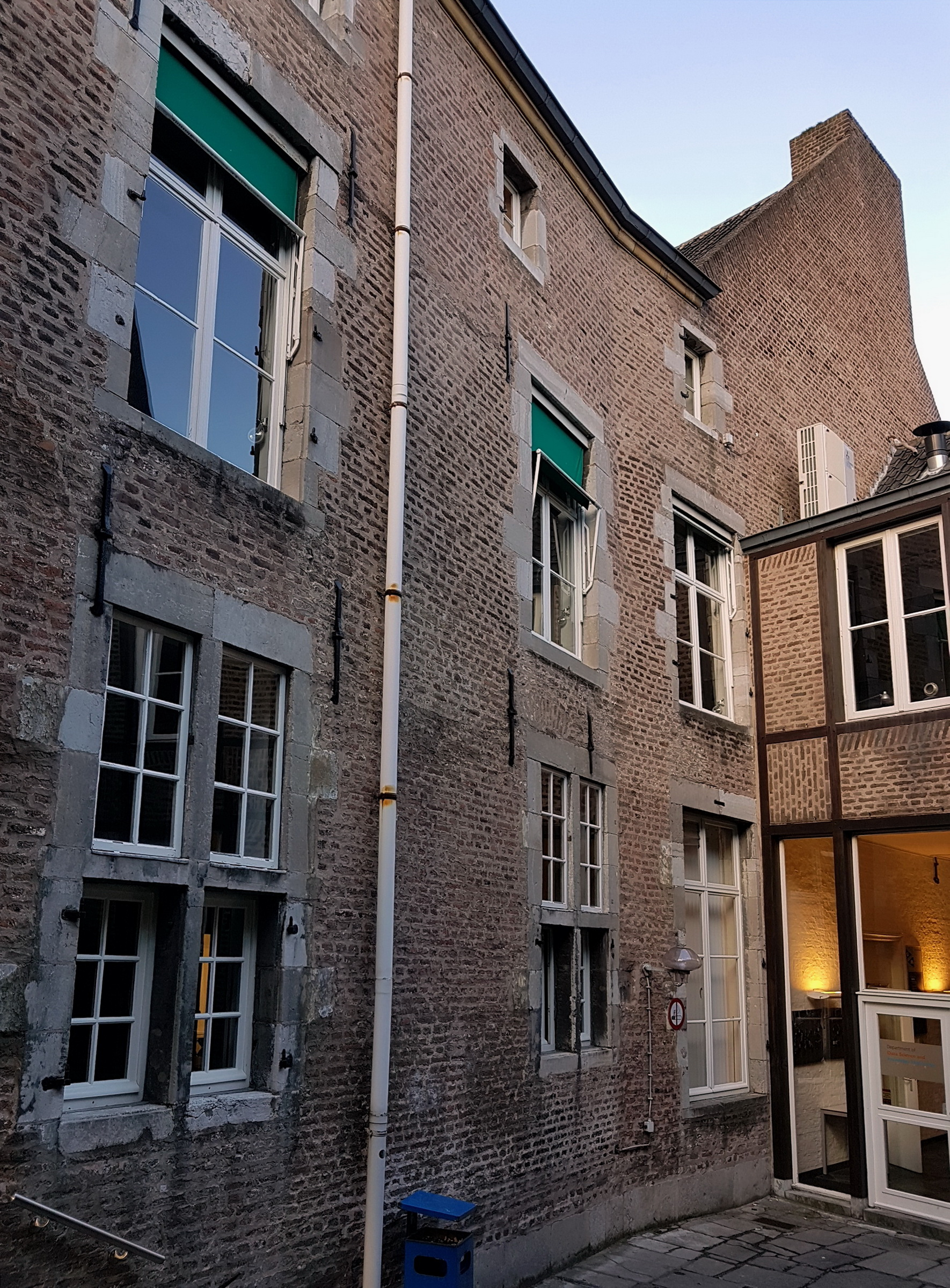
Zij- en achtergevel, hofzijde
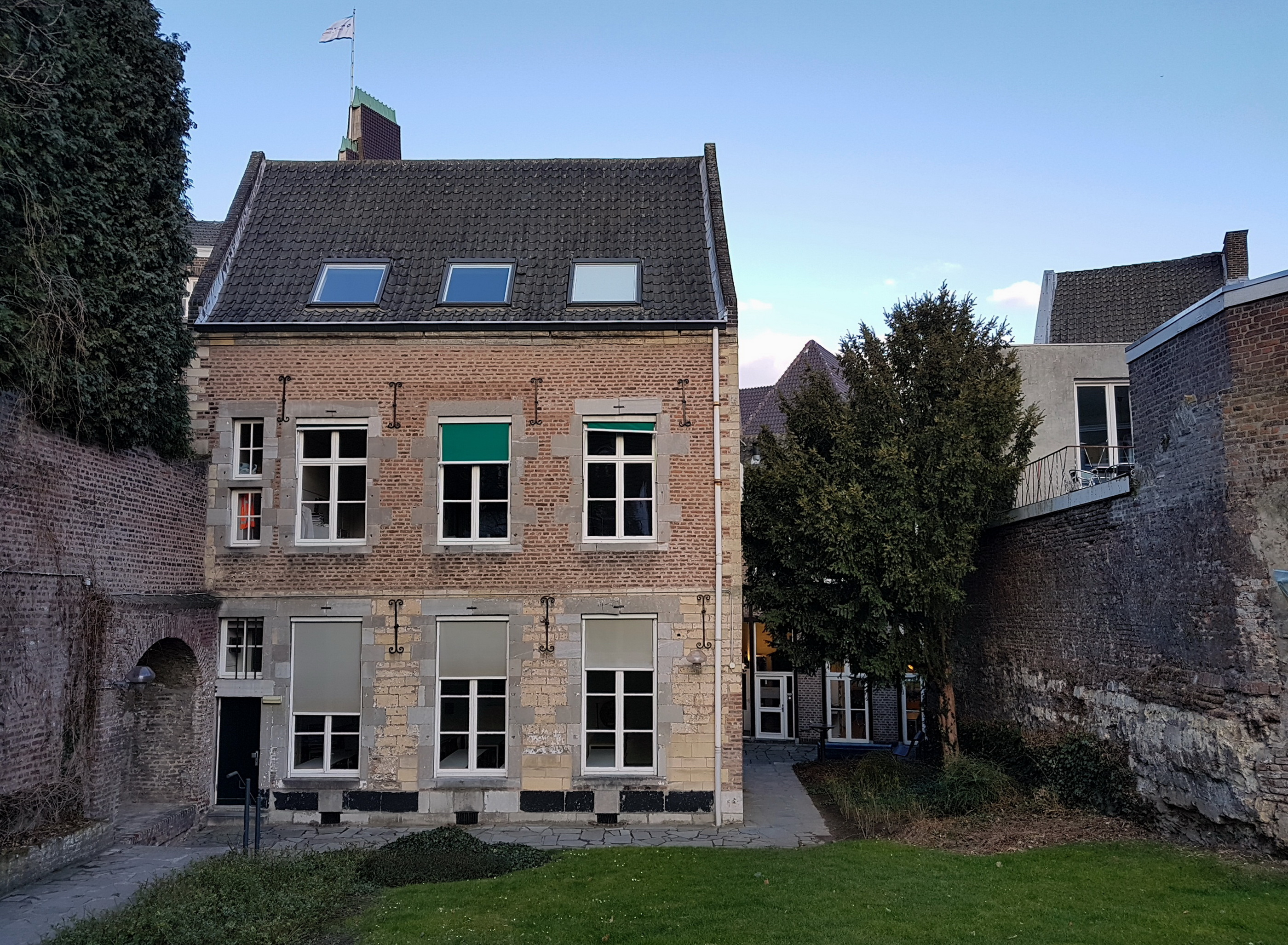
Achtergevel, tuinzijde
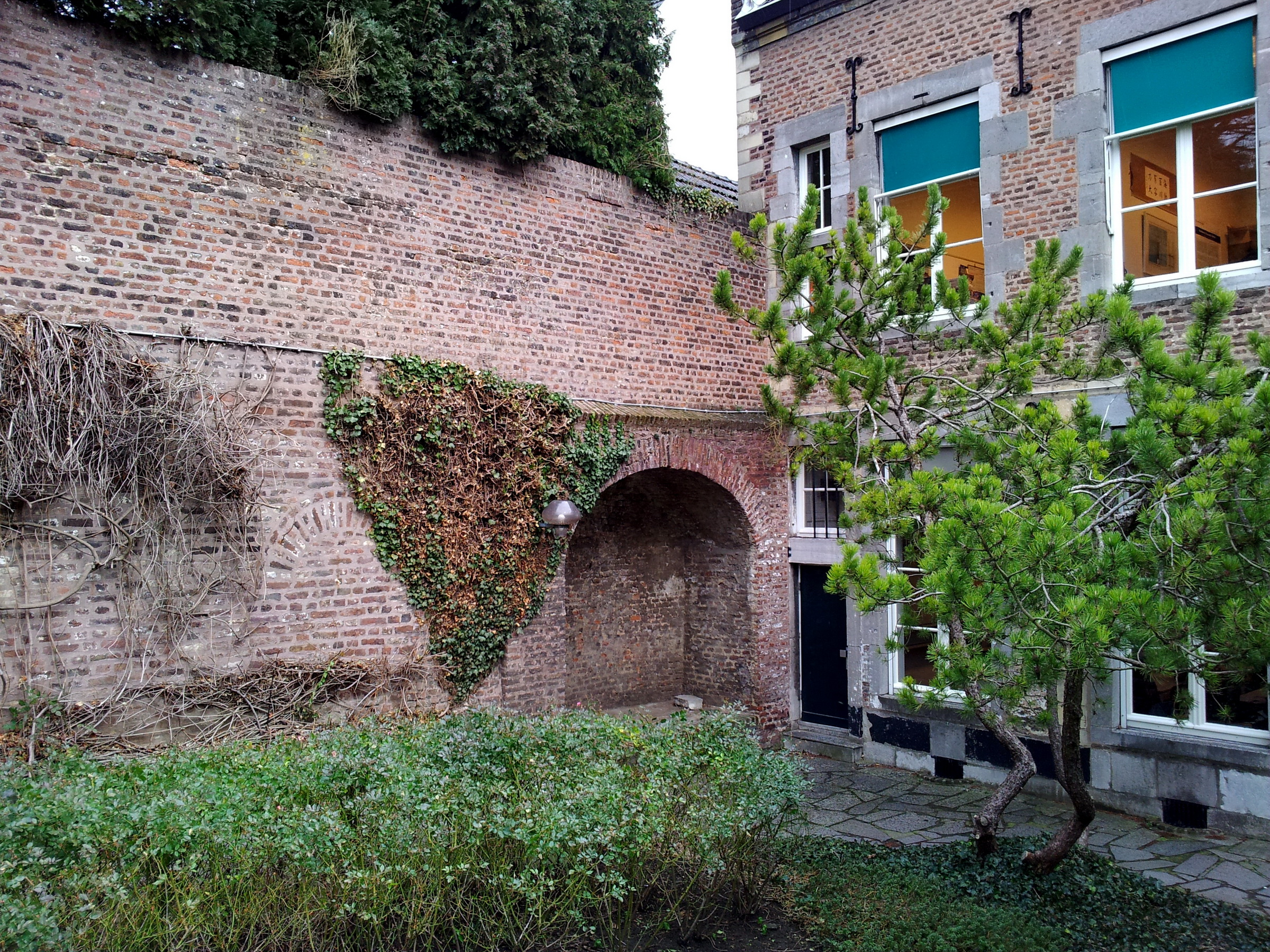
Tuin en muurnis

### Interieur
De achtervleugel is geheel onderkelderd, de midden- en zuidvleugel voor een deel. De kelders hebben tongewelven. Opvallend op de begane grond is de gang met een lambrisering van zwarte en witte tegels met daarboven een wandversiering van Ionische pilasters. De dichtgemetselde vensters tussen de pilasters zijn bij de recente restauratie geopend. De rijkversierde trap bij de hoofdingang dateert uit het begin van de 18e eeuw. Een tweede trap is eenvoudiger, maar heeft een bijzondere trappaal met een ramskop. Op de bovenverdieping ligt de slaapkamer, waar zich in het verleden de verdwenen supraportes en het schoorsteenstuk bevonden. De kamer is nog steeds bijzonder door het fraaie stucwerk in Lodewijk XVI-stijl. Een grote nis geeft de plaats aan waar ooit de bedstede was. Het pand telt drie schoorsteenmantels in Lodewijk XV-stijl. Een renaissanceschouw op de begane grond van de zuidvleugel is mogelijk van elders afkomstig.

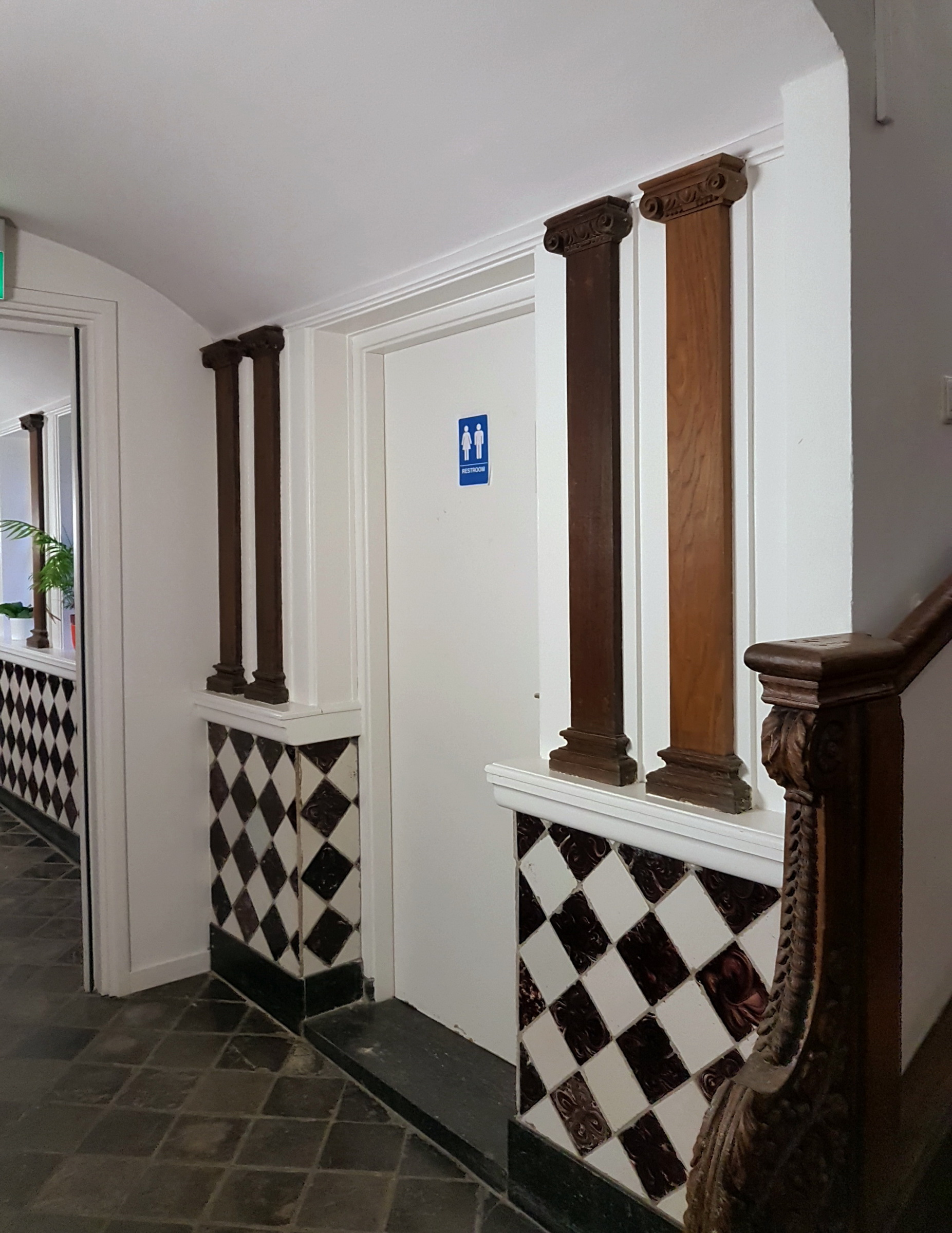
Gang met pilasterwand
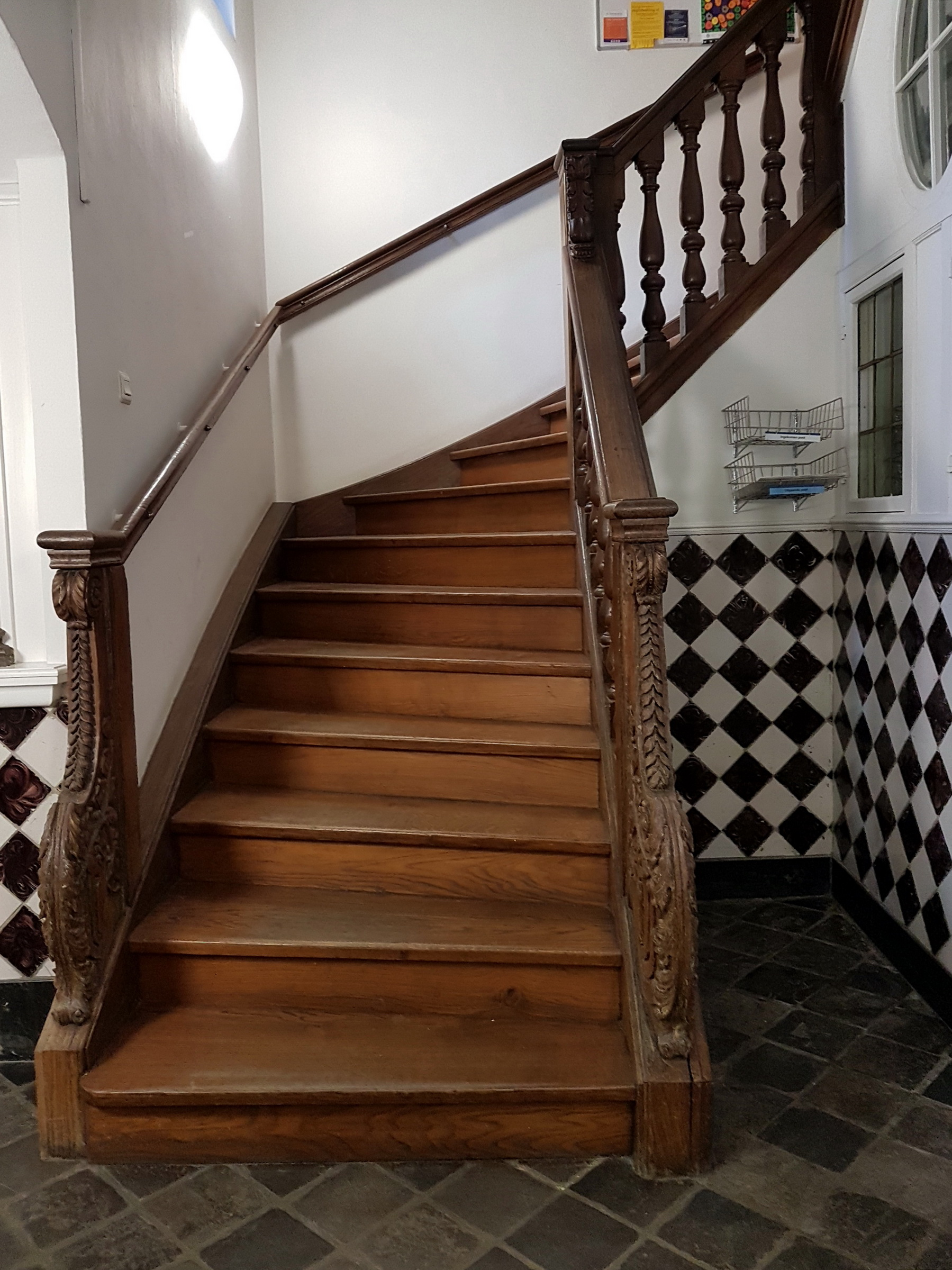
Barokke trap
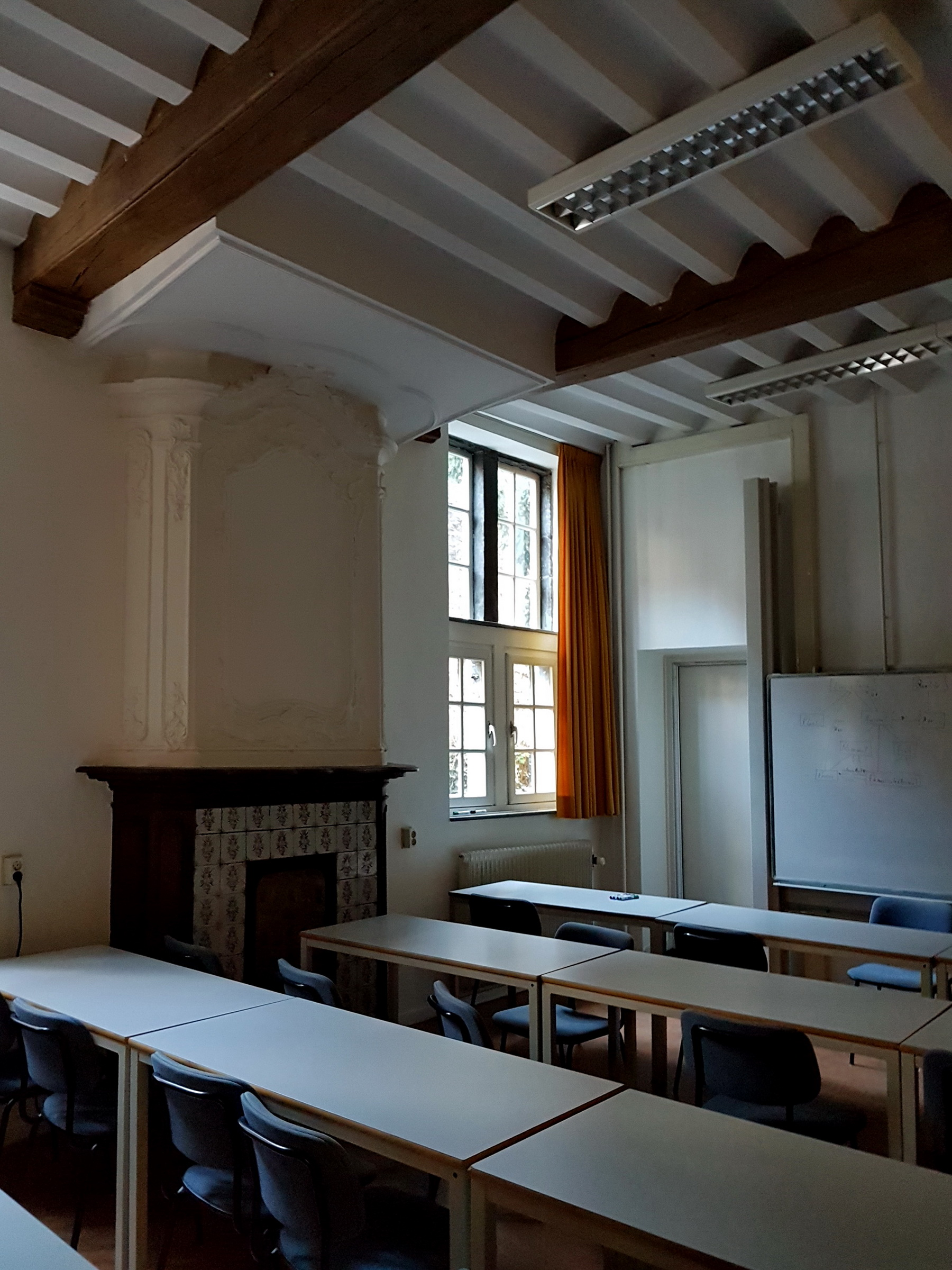
Studielokaal
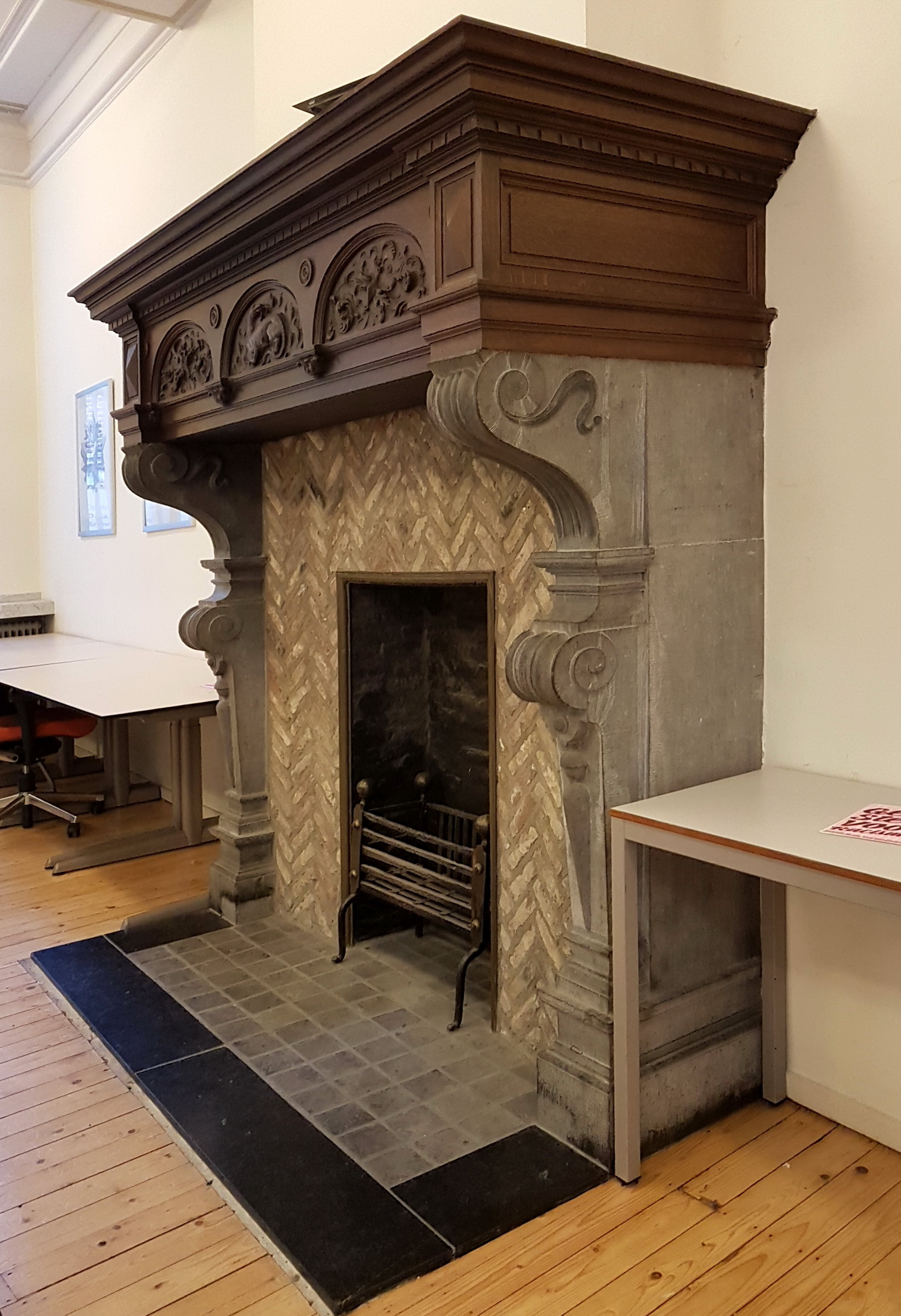
Renaissance schouw